# Карпенко, Владимир Васильевич
Владимир Васильевич Карпенко (19 февраля 1926, Зимовники, Северо-Кавказский край — 1 мая 2005, Волгодонск, Ростовская область) — советский писатель, член Союза писателей СССР.

## Биография
Владимир Карпенко родился 19 февраля 1926 года в селе Зимовники Ростовской области в семье сапожника.
В октябре 1941 года был призван в РККА. С апреля 1943 по апрель 1944 годов воевал командиром орудия в зенитных войсках на Центральном фронте. Был ранен, после госпиталя продолжил учебу в 9 классе зимовниковской школы, где начал писать свой первый роман «Отава».
В 1948-53 годах учился в Ростовском художественном училище им. М. Б. Грекова.
С 1953 года работал учителем рисования и черчения в средней школе и техникумах в Астрахани.
В период с 1954 по 1960 годы Карпенко учился в Литературном институте им. Горького в Москве по специальности «литературный работник». Его первый роман «Отава» стал дипломной работой и был опубликован.
В 1962 году был приглашен в Астраханский обком партии на должность инструктора по печати и культуре, в том же году был принят в члены Союза писателей СССР, возглавлял редакцию книжного издательства.
В 1968—1971 годах руководил общественной писательской организацией в Ульяновске.
В 1971 году Карпенко был переведен в Москву на должность консультанта по печати МВД СССР. Создал при издательстве «Современник» молодежную редакцию «Первая книга в столице».
В 1981 году возвратился в Ростовскую область и жил в городе Волгодонске.
Владимир Васильевич Карпенко умер 1 мая 2005 года в Волгодонске.

## Награды
- Орден Отечественной войны I степени (1985)[3]

## Память
- Постановлением главы Волгодонска № 117 от 25 января 2006 года библиотеке-филиалу № 9 МУК «Централизованной библиотечной системы» было присвоено имя писателя В. В. Карпенко.[4]
- 17 февраля 2006 года состоялось торжественное открытие мемориальной доски В. В. Карпенко в библиотеке-филиале № 9.[4]
- С 2006 года в Волгодонске проводится ежегодный открытый литературный конкурс им. В. В. Карпенко.[5]